# Multikollinearitet
Multikollinearitet (vid två variabler kollinearitet) är en statistisk term. (Multi)kollinearitet innebär att två (eller flera) kovarianser är högt korrelerade. 
Ett statistiskt resultat kan förklaras med så kallade förklaringsfaktorer. Om variationen mellan två sådana förklaringsfaktorer är liten eller obefintlig, det vill säga att faktorerna är högt korrelerade, innebär det att man heller inte kan använda endera förklaringsfaktorn för att bedöma eller förklara ett statistiskt resultat.